# Mokelumne Hill (Kalifornija)
Mokelumne Hill je naseljeno područje za statističke svrhe u američkoj saveznoj državi Kalifornija. Prema popisu stanovništva iz 2010. u njemu je živjelo 646 stanovnika.